# John D. Rockefeller
John D. Rockefeller (n. 8 iulie 1839 - d. 23 mai 1937) a fost un industriaș și filantrop american.
El a fost fondatorul Standard Oil Company, companie care a dominat industria petrolului și a fost primul mare trust de afaceri din SUA. 
Standard Oil a început ca un parteneriat în Ohio format de John D. Rockefeller, fratele său, William Rockefeller, Henry Flagler, Jabez Bostwick, chimistul Samuel Andrews și Stephen V. Harkness. În același timp în care kerosenul și benzina au devenit importante, bogăția lui Rockefeller a crescut, el devenind cel mai bogat om din lume și primul american care a avut mai mult de un miliard de dolari. Ajustând averea sa în funcție de inflație, el este adesea considerat ca fiind cea mai bogată persoană din istorie.

## Anii timpurii
Rockefeller a fost al doilea din cei șase copii nǎscuți în Richford, New York, ai lui  William Avery Rockefeller ( 1810–1906) și  Eliza (Davison;  1813–1889). Genealogii susțin ca a avut ca strămoși francezi hughenoți care au fugit în Germania în secolul al XVII-lea. Tatăl său a fost mai întâi tâmplar, apoi comis-voiajor, care se proclama el însuși ca fiind „medic botanic” și vindea elixiruri. Localnicii îl numeau „Big Bill” sau „Devil Bill”. El a fost un dușman jurat al moralității convenționale, care a optat pentru o existența sa de vagabond, trecând foarte rar pe acasă. De-a lungul vieții sale, William Avery Rockefeller și-a câștigat reputația mai mult prin afaceri oarecum dubioase decât prin munca productivă.
Eliza, o gospodină și baptistă devotată, s-a luptat pentru a menține o aparență de stabilitate la domiciliu, William fiind frecvent plecat pentru perioade lungi de timp. Tânărul Rockefeller a contribuit la menținerea gospodăriei și a câștigat bani din creșterea curcanilor, vânzarea de cartofi și bomboane și din creditarea cu sume mici a vecinilor.
Familia sa s-a mutat la Moravia, New York, și în 1851, la Owego, unde el a urmat cursurile la Academia Owego. În 1853, familia sa s-a mutat la Strongsville, o suburbie din Cleveland, Ohio. Rockefeller a fǎcut cursuri la  Cleveland's Central High School și a studiat contabilitatea 10 săptămâni la Folsom's Commercial College.
În ciuda absenței tatălui și mutărilor frecvente, tânărul Rockefeller a fost un bǎiat bine educat, serios și studios. Contemporanii săi l-au descris ca fiind rezervat, serios, religios, metodic și discret. Își susținea dezbaterile excelent, de asemenea, iubea muzica și visa să-și facă o carieră, să facă o avere de 100 000 de dolari și să trăiască până la 100 de ani.

## Cariera și familia
În 1855, la vârsta de 16 ani, a găsit de lucru ca funcționar la o firmă de comisie din Cleveland, unde a cumpărat, vândut și livrat cereale, cărbune și alte mărfuri. El a considerat pe 26 septembrie cǎ este ziua în care și-a început poziția și a intrat în lumea afacerilor, atât de semnificativa încât, ca adult a comemorat această zi ca  pe o sărbătoare anuală. În 1859, Rockefeller și un partener de-al sǎu,Maurice B. Clark si-au stabilit propria lor firmă comision.  
În același an, prima rezerva de petrol din America a fost forată în Titusville, Pennsylvania. În 1863, Rockefeller și mai mulți parteneri au intrat în noua industrie a petrolului în plină expansiune, pentru a investi într-o rafinărie din Cleveland. În 1864, Rockefeller s-a căsătorit cu Laura Celestia "Cettie" Spelman (1839-1915), un nativ din Ohio al cărui tată a fost un negustor prosper, politician și abolitionist activ în Underground Railroad. (Laura Rockefeller a devenit omonim cu Spelman College, Colegiul istoric de femei de culoare în Atlanta, Georgia, unde soțul ei a finanțat-o.) Familia Rockefeller a avut patru fiice (dintre care trei au supraviețuit până la maturitate), și un fiu.

### Copii
- Elizabeth Rockefeller (1866–1906)
- Alice Rockefeller (14 iulie 1869–20 august 1870)
- Alta Rockefeller (1871–1962)
- Edith Rockefeller (1872–1932)
- John Davison Rockefeller, Jr. (1874–1960)

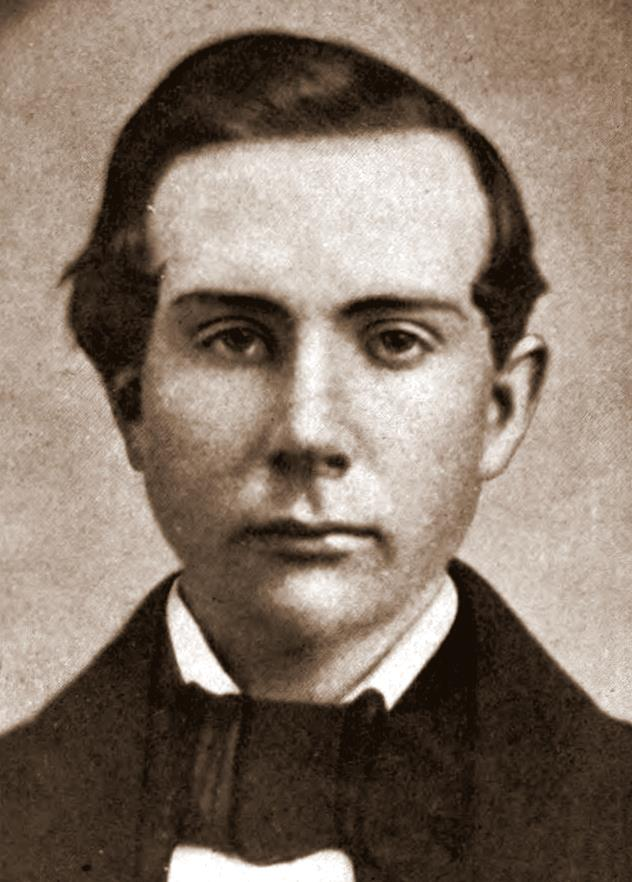
John D. Rockefeller la 18 ani

### Contabilul
În septembrie 1855, când Rockefeller avea șaisprezece ani, a primit primul său loc de muncă, de contabil asistent într-o firma mică a Comisiei   numita Hewitt & Tuttle. El a testat încântat ore întregi, așa cum își amintea mai târziu, "toate metodele și sistemele de birou". El a fost deosebit de talentat la calcularea costurilor de transport, fapt care l-a avantajat  mai târziu în cariera sa. Salariul integral pentru munca în  primele trei luni a fost de 50 de dolari (50 cenți pe zi).

### Parteneriat de afaceri
În 1859, Rockefeller a intrat în afacerile Comisiei pentru a elabora un parteneriat cu  Maurice B. Clark, și capitalul său a crescut la 4000$. Rockefeller a avut un scop constant înainte de-a intra în afaceri: a face bani în fiecare an din cariera sa. După produse alimentare en-gros, partenerii au construit o rafinărie de petrol în 1863, apoi în zona industrială din Cleveland. Rafinăria a fost deținută direct de către Andrews, Clark & Company, care a fost compus din Clark & Rockefeller, chimist Samuel Andrews, și cei doi frați MB Clark. Afacerile cu petrol comercial au fost în fază incipientă. Uleiul de balenă a devenit prea scump pentru mase, și a fost nevoie de un înlocuitor mai ieftin, un combustibil de iluminat de uz general.  
În timp ce fratele său, Frank, a luptat în Războiul Civil American, Rockefeller  își dezvolta afacerea. El a donat bani pentru cauza Uniunii, așa cum au făcut mulți bogați din Nord  care au evitat lupta.
În februarie 1865, în ceea ce a fost descrisă ulterior despre industria petrolului de către istoricul Daniel Yergin drept o acțiune "critică", Rockefeller i-a cumpărat pe frații Clark pentru 72.500 dolari la licitație și a stabilit ferm compania Rockefeller & Andrews. Rockefeller spunând: "A fost ziua care a determinat cariera mea."  El s-a poziționat  pentru a profita de prosperitatea post-război și de expansiunea spre vest, stimulate de creșterea căilor ferate și economiei bazate pe petrol. El s-a împrumutat masiv, a reinvestit profitul, s-a adaptat rapid la piețele în continuă schimbare și a campat observatori pentru a urmări extinderea rapidă a industriei.

### Primele afaceri cu petrol
În 1866, fratele său, William Rockefeller a construit o rafinărie în Cleveland și l-a adus pe John în parteneriat. În 1867, Henry M. Flagler a devenit un partener, și firma   Rockefeller, Andrews si Flagler a fost stabilita. Prin 1868, cu Rockefeller ce  perpetua  practici de împrumut și reinvestea  profitul, a detinut controlul asupra costurilor și  utilizarii deșeurilor din rafinării, compania detinea două rafinării in  Cleveland și o filială de marketing din New York. A fost cea mai mare rafinărie de petrol din lume, Rockefeller, Andrews si Flagler fiind predecesorul companiei Standard Oil.

## Standard Oil

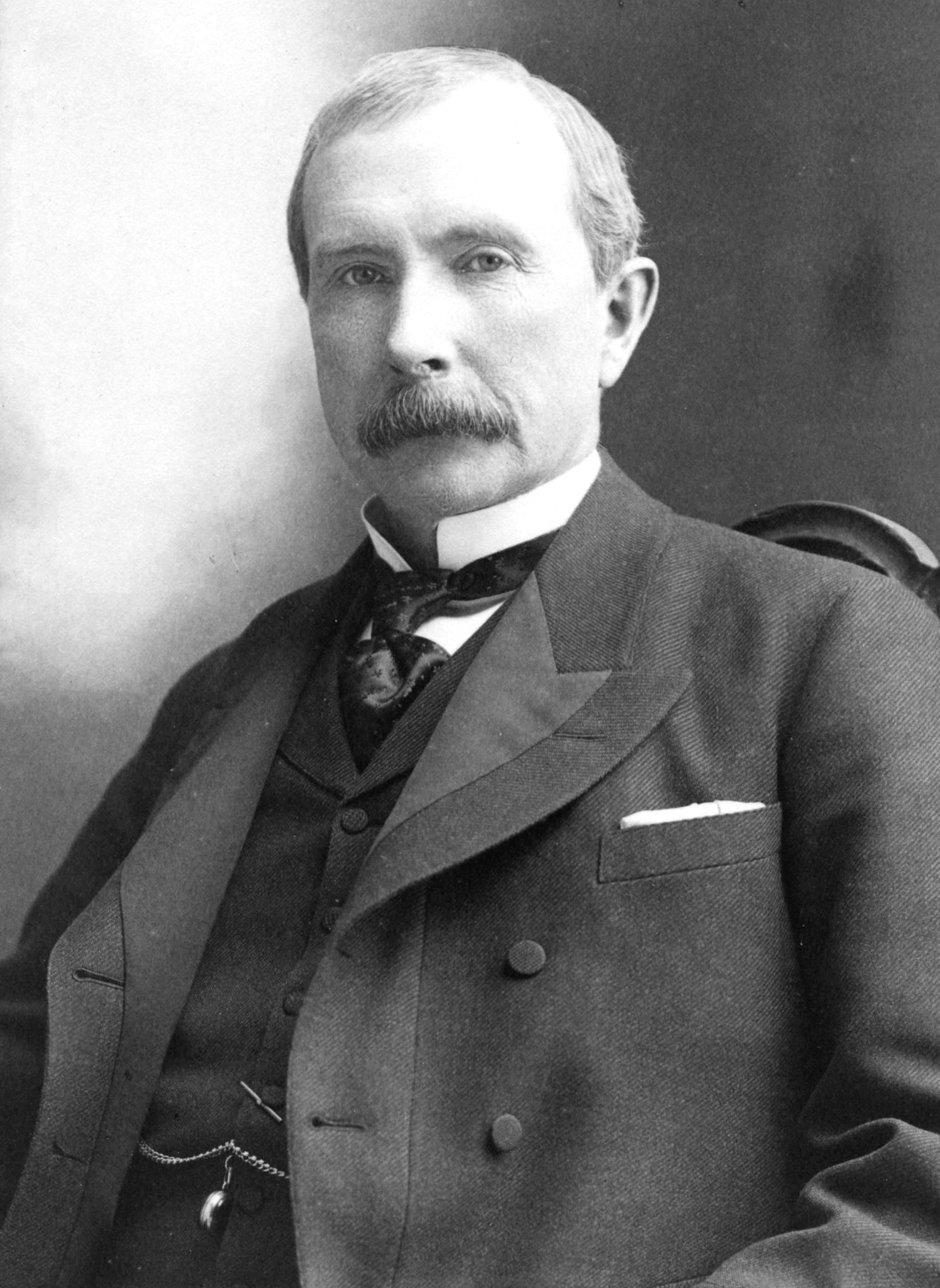
J.D.Rockefeller

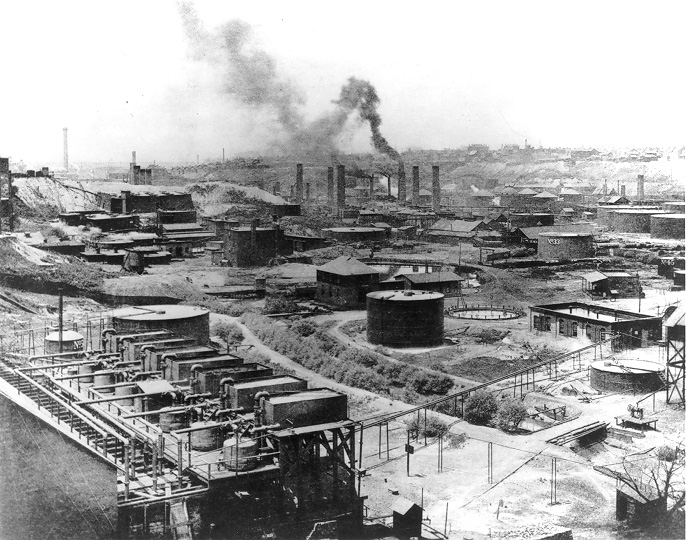
Standard Oil

In 1865, Rockefeller a împrumutat bani pentru a-i cumpăra o parte din partenerii săi și să preia  controlul asupra rafinăriei, care a devenit cea mai mare din Cleveland. De-a lungul următorilor  câțiva ani, el a dobândit noi parteneri și si-a extins interesele sale de afaceri în industria de petrol aflata în creștere. La aceea vreme, kerosenul, derivate din petrol și utilizat   la lămpi, a devenit un discontinuu  economic . În 1870, Rockefeller a  format Standard Oil Company din Ohio, împreună cu fratele său mai mic,  William (1841-1922), Henry Flagler (1830-1913) și un grup de alți bărbați. John Rockefeller a fost președintele acesteia și cel mai mare actionar.

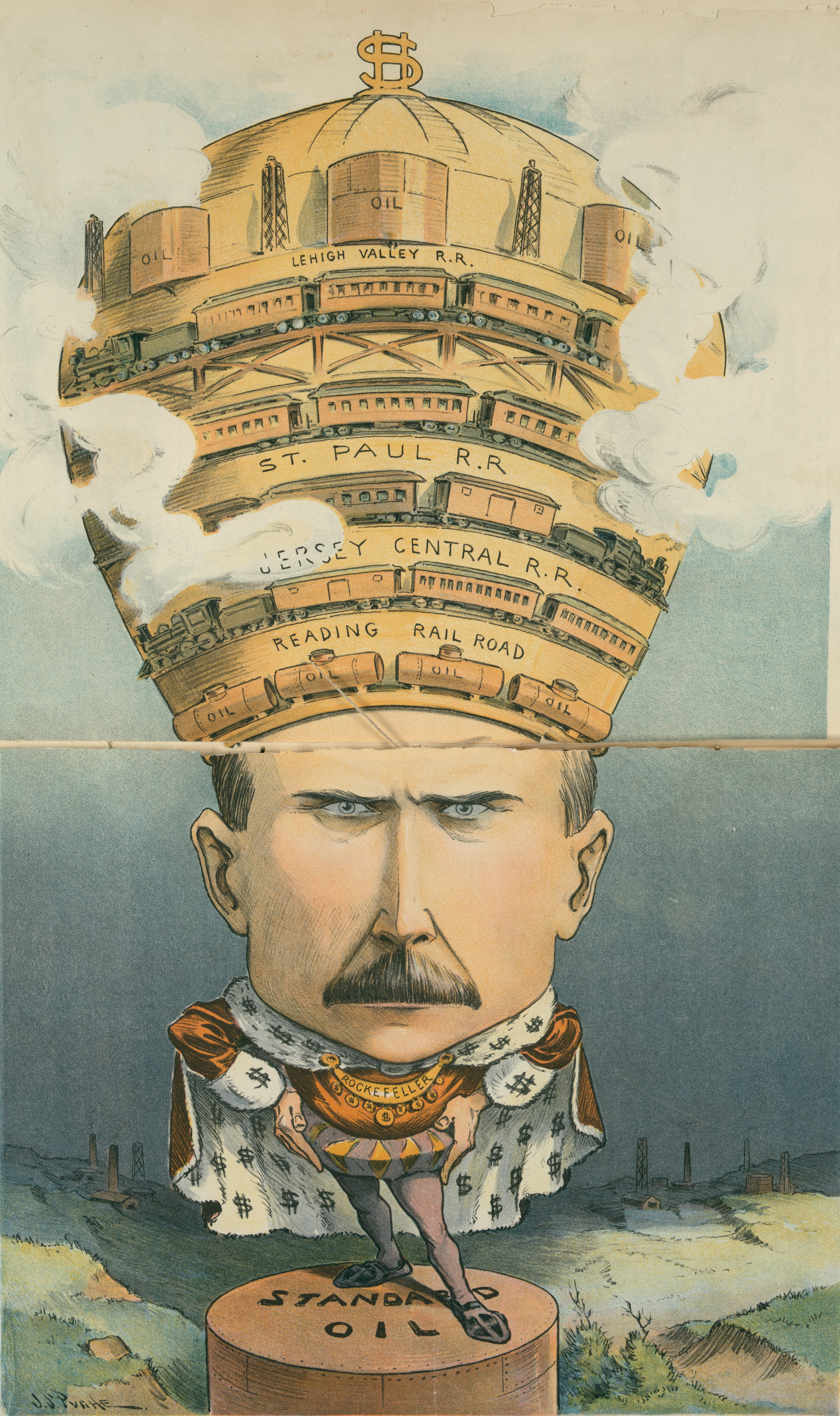
„Rockefeller–Împăratul petrolului

Standard Oil a câștigat un monopol in industria petrolului prin achiziționarea de rafinării rivale și companii în curs de dezvoltare pentru distribuirea și comercializarea produselor sale în întreaga lume. În 1882, aceste societăți diferite au fost combinate in Standard Oil Trust, care   controla aproximativ 90 % din rafinării și conductele națiunii. Evident, această situație a deranjat multă lume, de la guvernanți și până la jurnaliști, care au început să atace compania pe toate căile. Asta cu toate că Standard Oil determinase o scădere a prețului petrolului cu 80%.
În scopul de a exploata economiile la  scară inalta, Standard Oil a făcut totul, de la a construi propriile sale   barili de petrol la  a angaja oameni de stiinta pentru a descoperi noi utilizări pentru  produsele petroliere.
Uneori, tehnica era simpla dar eficienta: cumpararea intregii cantitati de petrol existenta pe piata si generarea unei crize care naruia micile companii. Alteori, tehnica consta in limitarea trenurilor de transport al petrolului folosindu-se de bunele relatii cu proprietarii liniilor de cale ferata. O a treia tehnica era achizitionarea tuturor echipamentelor de rafinare sau a pieselor de schimb astfel incat firmele vizate sa nu mai poata rafina. Cel mai adesea insa, mai ales dupa ce practicile sale au facut inconjurul industriei de rafinare, companiile mici acceptau fără prea multe discutii oferta magnatului.
Bogăția și succesul enorm  al lui Rockefeller a devenit o țintă  pentru  jurnaliști  , politicieni de reformă și alții care l-au văzut ca un simbol al lăcomiei corporatiste ,   criticandu-i  metodele cu care el ar fi construit imperiul său.   The New York Times a raportat în 1937: "El a fost acuzat de strivirea   concurenței,  imbogatindu-se din    reducerile impuse  căilor ferate, mituirea oamenilor pentru a spiona   companiile concurente, de a face acorduri secrete, de constrangerea rivalilor de a adera la Standard Oil Company sub amenințarea  iesirii fortate a lor  din afaceri, construirea de averi enorme pe ruinarea altor oameni, și așa mai departe. "
În 1890, Congresul SUA a adoptat   Sherman Act, primul act  legislatit  federal  care interzice trusturi si combinatii  comerciale reținute. Doi ani mai târziu, Curtea Supremă  din Ohio a  dizolvat Standard Oil Trust, cu toate acestea, o  parte din afaceri i-au revenit  lui Standard Oil din New Jersey, care a funcționat ca o proprietate privata. În 1911, după ani de litigii, Curtea Supremă a decis  ca Standard Oil din New Jersey a   încălcat  legile  antitrust și a forțat-o să se autodizolve (a fost  dezembrata în mai mult de 30 de companii individuale).Rockefeller a rămas cu o mare parte dintre actiuni si, in mod ironic, divizarea companiei i-a dublat veniturile personale, peste noapte.

## Filantropia și ultimii ani

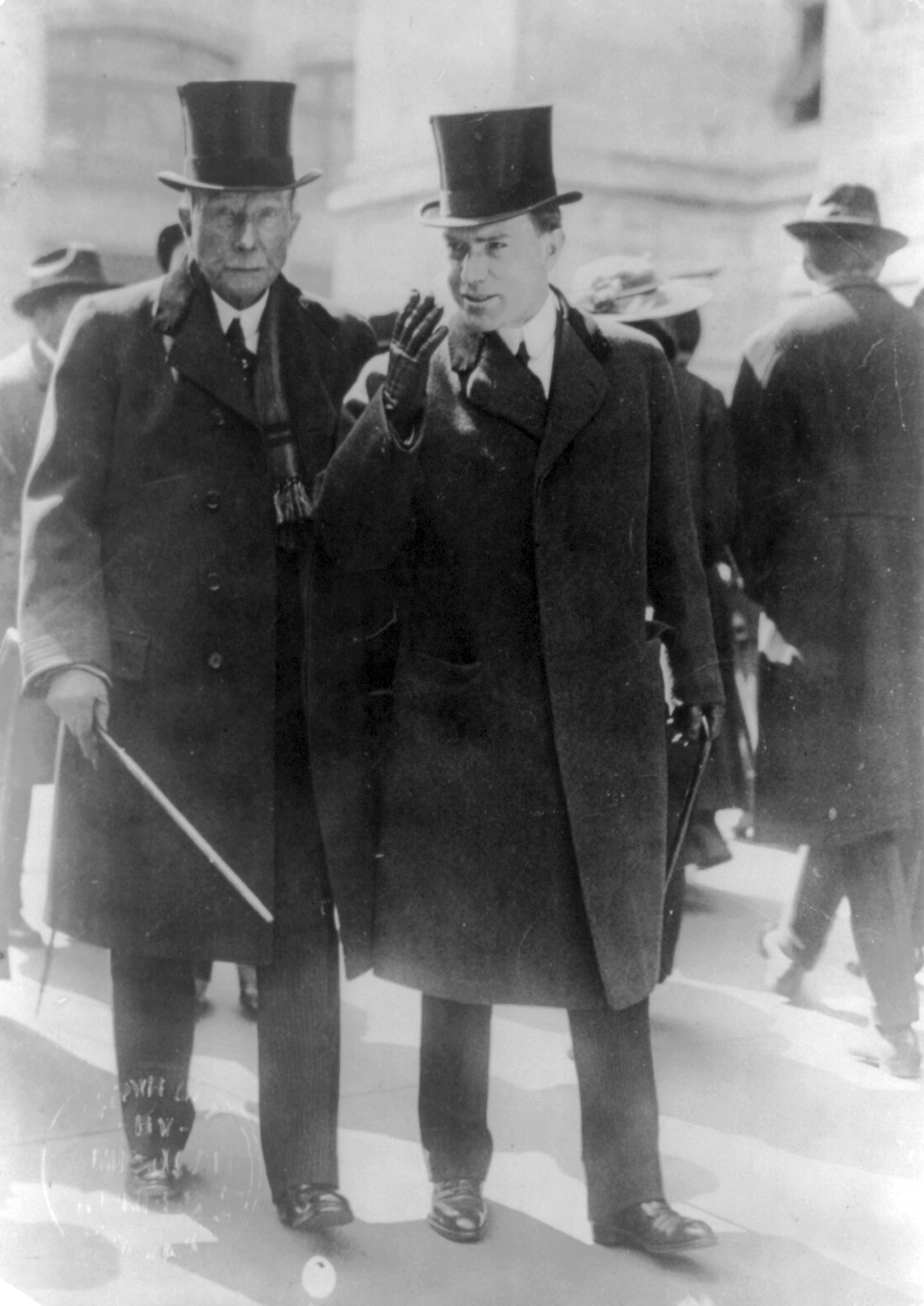
Rockefellers

Rockefeller s-a retras din operațiunile de afaceri de zi cu zi ale Standard Oil, la mijlocul anilor 1890. Inspirat în parte de către colegii Epocii de aur, ca magnatul Andrew Carnegie (1835-1919), care a făcut o avere vasta in industria oțelului, care a devenit un filantrop și a donat o mare parte din banii sai , Rockefeller a donat mai mult de un miliard jumătate de dolari pentru diverse cauze educaționale, religioase și științifice. Printre activitățile sale, el a finanțat înființarea Universitatii din Chicago si Institutul Rockefeller de Cercetări Medicale (acum Universitatea Rockefeller).Oriunde mergea, dădea copiilor din jurul său monede de 10 cenți.
În viața personală, Rockefeller a fost un religios evlavios, un avocat cumpătat și un pasionat jucător de golf. Scopul lui a fost de a ajunge la vârsta de 100, cu toate acestea, el a murit la 97 la 23 mai 1937, la Casements, la casa de iarnă din Ormond Beach, din Florida. Rockefeller a detinut multiple rezidente, inclusiv o casă în New York City, o proprietate din Lakewood, New Jersey, si un Estate numit Kykuit, stabilit pe un teren de 3.000 de acri lângă Tarrytown, New York. El a fost îngropat la Lake View Cemetery din Cleveland.

## Cel mai bogat om din istorie?
Mutarea s-a dovedit extrem de profitabilă pentru familie: după ce a vândut o parte din acțiuni la bursă, averea personală a crescut la 900 de milioane de dolari.Treptat, Rockefeller a cedat frâiele afacerii fiului său John D. Jr, care avea să-și dedice cea mai mare parte a vieții sale activităților filantropice. Multe instituții, muzee, universități își leagă numele de familia Rockefeller. Între acestea, MOMA – the Museum of Modern Arts din New York, Centrul Rockefeller și Universitatea Rockefeller.În 1913, John D. Rockefeller Senior a donat 250 de milioane de dolari la înființarea Fundației Rockefeller, care avea ca misiune sănătatea publică, educația medicală și artele. O altă fundație avea să poarte numele soției sale, Laura Spelman.
În total, se consideră că familia Rockefeller ar fi donat 550 de milioane de dolari pentru susținerea medicinei și artelor. La moartea lui John D., în 1937, averea sa personală era de 1,5 miliarde de dolari, în condițiile în care PIB-ul Americii, la acea vreme, era de 94 de miliarde.
A fost primul american a cărui avere a depășit un miliard de dolari.Averea lui John Rockefeller a fost estimata la 340 de miliarde de dolari cand avea 74 de ani, situandu-se la scara istorica pe locul 3, dupa Familia Rothschild si Mansa Musa. La 70 de ani de la moartea sa, este inca o figura emblematica pe Wall Street.